# Carex asturica
Espèce
Classification phylogénétique
Carex asturica est une espèce de plantes du genre Carex et de la famille des Cyperaceae.

## Remarque
Carex gayana Steud. et Carex asturica Boiss. sont une même espèce selon la majorité des auteurs. Néanmoins il existe un débat pour savoir quel est le nom valide entre les deux. Le premier nom date de 1840, le second de 1852, aussi c'est Carex gayana Steud. qui a l'antériorité. De fait, Carex gayana Steud. a longtemps été désigné comme nom valide. Toutefois, une publication de 2008 pointe du doigt le fait que Carex gayana Steud est nomen nudum, c'est-à-dire que le nom a été publié sans accompagnement de description. Par cette optique, Carex asturica Boiss. serait donc le nom valide.